# Stanisław Drohojowski (zm. 1647)
Stanisław Drohojowski herbu Korczak (ur. ok. 1600 roku – zm. w 1647 roku) – poseł na sejm 1639 roku i sejm 1640 roku z ziemi przemyskiej, poseł na sejm 1643 i 1646 roku z ziemi sanockiej, sędzia kapturowy ziemi sanockiej w 1632 roku.
Syn Krzysztofa i Zofii Męcińskiej, żonaty z Zofią Przyjemską.